# Vale Vergas Discos
Vale Vergas Discos, o Misael Salazar fue una  disquera independiente con base en la Ciudad de México. Creada en 2008 por Txema Novelo con una idea unificadora en estilo y estética de la música de los artistas y su imagen tras reunir un grupo de bandas con las que tenía amistad o trabajos previos en la realización de videoclips. Entre los artistas que estuvieron bajo este sello se encuentra Juan Cirerol, Hidrogenesse, Dani Shivers y Selma Oxor. Cerró en octubre del 2013.

## Historia
María Alicia Tejeda y Txema Novelo fundaron este sello en el 2008. Txema Novelo durante su etapa musical en la banda Robots Roc & Robot se relacionó con otras bandas bajo el sello Soundsister Records (SSR). Tras el cierre de la disquera y con previa educación cinematográfica en el CUEC, Novelo y María reúnen a las bandas más afines a su ideología y se esmera en conocer a músicos formidables casi anónimos para la escena musical mexicana. Ese grupo de músicos a los que Txema y María les rodaba videos musicales se convertirían en la plantilla de Vale Vergas Discos, un grupo con música auténtica e identidad propia con una mirada hacia el norte del país, alejándose de la escena musical capitalina.

## Fin del proyecto
VVD se despidió oficialmente con el lanzamiento del llamado "El Artista" de Hidrogenesse el 5 de octubre de 2013. El evento constó de un live stream desde Rubí (Barcelona) con la participación de la artista sueca Molly Nilsson. A partir de este momento el proyecto mudaría de nombre a Estados Unidos de América Latina (E.U.A.L.), buscando una apertura fuera de las fronteras mexicanas abarcando artistas con las mismas visiones estéticas y expresivas sin dejar atrás la relación con los seguidores. El primer lanzamiento fue el casete Melting Walkmans de Seekers Who Are Lovers.

## Artistas
- Juan Cirerol
- Tron
- Mentira, Mentira
- Robota
- Los Bonzos Flameantes
- Seekers Who are Lovers
- Fred Lorca
- Yeyo Moroder
- X=R7
- Supermad
- TV Vintage
- Mataflores
- Roc &Robots
- Alberto Acinas
- Ulises Zarazua
- Nidada
- Mujercitas Terror
- Soledad
- Selma Oxor
- Bruno Dario
- Dani Shivers
- Mueran Humanos
- DDA
- San Pedro El Cortez
- Hidrogenesse
- Buvette